# شباب البومب 4 (مسلسل)
شباب البومب 4  هو مسلسل سعودي كوميدي يعرض في التلفزيون السعودي، من تأليف عبد العزيز الفريحي وإخراج فاطمة محسن.

## تمثيل
- فيصل العيسى
- عبد العزيز الفريحي
- شعيفان محمد العتيبي
- مهند الجميلي
- سلمان المقيطيب

### نجوم الأعلام الجديد
- عبوس
- ضامنني[1]
- فيحان
- فهد المسمار
- مودي الاسمر
- فوراس
- عبدالمجيد الرهيدي
- تايقر
- كلاي[5]
- فسدق
- عبد الله حسن

### ضيوف من مصر
- حسن حسني
- عصام كاريكا
- وائل علاء

### ضيوف الشرف
- علي المدفع
- حمد المزيني
- عبدالله المزيني
- محمد الكنهل
- خالد سامي
- عبدالرحمن الرقراق
- عمر الجاسر
- عبدالعزيز المبدل
- مرزوق الغامدي
- شافي الحارثي
- خالد منقاح
- محمد طلق
- احمد العليان
- طاهر بخش
- سعد الطلاس
- سامي حازم
- حامد الضبعان
- محمد عيسى
- بخيت العامري

## ردود الفعل
يعتبر البرنامج ذا شعبية كبيره عند الجمهور السعودي خاصه وحقق مشاهدات علي اليوتيوب عالية جدا واصبح يعرض كل سنه علي التلفاز واليوتيوب و يتميز هذا المسلسل بتنوع الحلقات في كل حلقه يختلف المحتوى ويستهدف مواضيع تهم شباب الوطن العربي بطريقه كوميديا وممتعه للمشاهد

## قائمة الحلقات
| حلقة رقم | الاسم             | إخراج         | تأليف | تاريح البث الأصلي | عدد المشاهدة |
| -------- | ----------------- | ------------- | ----- | ----------------- | ------------ |
| 1        | «كاش ومشهور»      | ماجد الربيعان | TBA   | 18 يونيو 2015     | TBD          |
| 2        | «ناقتي»           | ماجد الربيعان | TBA   | 19 يونيو 2015     | TBD          |
| 3        | «تحدي الثلج»      | ماجد الربيعان | TBA   | 20 يونيو 2015     | TBD          |
| 4        | «عطني ولا بعلم»   | ماجد الربيعان | TBA   | 21 يونيو 2015     | TBD          |
| 5        | «جده غير»         | ماجد الربيعان | TBA   | 22 يونيو 2015     | TBD          |
| 6        | «هلا بالاختبارات» | ماجد الربيعان | TBA   | 23 يونيو 2015     | TBD          |
| 7        | «وقت الجد»        | ماجد الربيعان | TBA   | 24 يونيو 2015     | TBD          |
| 8        | «الإختطاف»        | ماجد الربيعان | TBA   | 25 يونيو 2015     | TBD          |
| 9        | «مدرس خصوصي 1»    | ماجد الربيعان | TBA   | 26 يونيو 2015     | TBD          |
| 10       | «مدرس خصوصي 2»    | ماجد الربيعان | TBA   | 27 يونيو 2015     | TBD          |
| 11       | «الحفرة»          | ماجد الربيعان | TBA   | 28 يونيو 2015     | TBD          |
| 12       | «فليم هندي»       | ماجد الربيعان | TBA   | 29 يونيو 2015     | TBD          |
| 13       | «وين»             | ماجد الربيعان | TBA   | 30 يونيو 2015     | TBD          |
| 14       | «المدرج 1»        | ماجد الربيعان | TBA   | 1 يوليو 2015      | TBD          |
| 15       | «المدرج 2»        | ماجد الربيعان | TBA   | 2 يوليو 2015      | TBD          |
| 16       | «المؤامرة»        | ماجد الربيعان | TBA   | 3 يوليو 2015      | TBD          |
| 17       | «شباب الراب»      | ماجد الربيعان | TBA   | 4 يوليو 2015      | TBD          |
| 18       | «أم الدنيا 1»     | ماجد الربيعان | TBA   | 5 يوليو 2015      | TBD          |
| 19       | «أم الدنيا 2»     | ماجد الربيعان | TBA   | 6 يوليو 2015      | TBD          |
| 20       | «عطالي بطالي»     | ماجد الربيعان | TBA   | 7 يوليو 2015      | TBD          |
| 21       | «الحفلة»          | ماجد الربيعان | TBA   | 8 يوليو 2015      | TBD          |
| 22       | «لا تعلمون»       | ماجد الربيعان | TBA   | 9 يوليو 2015      | TBD          |
| 23       | «المطلوب»         | ماجد الربيعان | TBA   | 10 يوليو 2015     | TBD          |
| 24       | «أنشر»            | ماجد الربيعان | TBA   | 11 يوليو 2015     | TBD          |
| 25       | «في الجامعة»      | ماجد الربيعان | TBA   | 12 يوليو 2015     | TBD          |
| 26       | «الشريطية»        | ماجد الربيعان | TBA   | 13 يوليو 2015     | TBD          |
| 27       | «الهكر»           | ماجد الربيعان | TBA   | 14 يوليو 2015     | TBD          |
| 28       | «الشبح النجيب»    | ماجد الربيعان | TBA   | 15 يوليو 2015     | TBD          |
| 29       | «ليلة العيد»      | ماجد الربيعان | TBA   | 16 يوليو 2015     | TBD          |
| 30       | «الفزعه»          | ماجد الربيعان | TBA   | 17 يوليو 2015     | TBD          |